# Behold the action man
Behold the action man is een studioalbum van Spirits Burning. De baas van die band Don Falcone zocht ook voor dit album een aantal musici bij elkaar om zijn “droom” te verwezenlijken, een album vol met spacerock in de traditie van Gong en Hawkwind. Motto van dit album is "A space rock journet into film noir investigated by Don Falcone and Roger Neville-Neil". Die laatste schreef eerder voor Hawkwind ook een aantal teksten. Michael Moorcock kwam met de titel voor het album. 

## Musici
- Dave Adams – Osiris The Rebirth, Assassins of Silence
- Daevid Allen (zang, gitaar)– Gong, Soft Machine, Magick Brothers, University of Errors, Weird Biscuit Teatime; het was een van zijn laatste opnamen;
- Karen Anderson – Quiet Celebration, Mooch, Spceship Eyes, Blue Lily Commission
- Jsun Atoms – The Upsidedown, The Bella Low
- Albert Bouchard – Blue Copue, Blue Oyster Cult, Brain Surgeons
- Paul Braunbeherens – Spirits Burning (versie 1988)
- Michael Clare (basgitaar)– University of Errors, Men in Grey Suits, Weird Biscuit Teatime
- Jaime Cortinas – The Starfighters, The Chapter House, The Arnold
- Alan Davey – Gunslinger, Meads of Asphodel, Hawkwind, Bedouin
- Joe Diehl – Anne Max, Skyclad, Spaceship Eyes, Spirits Burning (1987/88)
- Kev Ellis – Trev and Kev, Bubbledubble, Dr. Brown, Magick Cat, Mushroom Men
- Don Falcone (alle muziekinstrumenten)– Astralfish, Grindlestone, Weird Biscuit Teatime, Quiet Celebration, Fireclan, Speceship Eyes, Thessalonians, Melting Euphoria
- Catherine Foreman – Stralene, Doomsday Cale, Spirits Burning (1987/90); tevens model op de platenhoes
- Paul Fox – Anubian Lights, Pressurehead, Nik Turner, Helios Creed, The Brain
- Paul Hayles (synths)– Lastwind, Hawkwind
- Gitta Mackay – Everling, Hensel 3000, Love Connection
- Kenneth Magnusson (mellotron)– The Moors, The Big Noise
- Melodic Energy Commission
- Bob Mild – The Upsidedown
- Mike Moskowitz – Darishhead, Candypill, Jupiter’s Arrival
- Deb Nash – Astral Al
- Roger Neveille-Neil – Hawkwind
- Gary Parra – Trap, Cartoon, Spaceship Eye, PFS
- Purjah (blaasinstrumenten) – Quiet celebraton, Astralfish
- Cyndee Lee Rule (viool) – Space Ritual, Spaceseed, Whimwise
- Trey Sabatelli – Jefferson Starship, Todd Rundgren, The Tubes, Weird Biscuit Teatime
- Karl E.H. Seigfried (basgitaar)– Imaginary Chicago Records
- David Speight (drums)– Whimwise, YAK, Astralfish, Peter Banks’ Harmony in Diversity
- Paul Williams – Church of Hed, Quarkspace, Secret Saucer
- Tracy Lee Williams – Spirits Burning (1987/88)
- Bridget Wishart (EWI), elektronisch blaasinstrument)– Hawkwind, Djinn, Astralfish, Omenopus

## Muziek
| Nr. | Titel                     | Duur |
| --- | ------------------------- | ---- |
| 1.  | Rendezvous at Lava lounge | 5:42 |
| 2.  | Stand and deliver         | 4:46 |
| 3.  | The real time             | 5:09 |
| 4.  | Internal detective        | 4:23 |
| 5.  | Strafed by a UFO          | 4:22 |
| 6.  | Outcast                   | 4:46 |
| 7.  | Hypnospy                  | 4:48 |
| 8.  | Crank up the vibes        | 3:31 |
| 9.  | The train                 | 4:00 |
| 10. | Hemlock kon the rocks     | 5:08 |
| 11. | Every space opera         | 4:45 |
| 12. | Obelisk of fondue         | 3:01 |
| 13. | Astral flight gassed      | 4:48 |
| 14. | The mark you made         | 5:08 |
| 15. | Pieces des innocents noir | 2:43 |
| 16. | Underworld Messiah        | 5:11 |